# Brat bratu
Brat bratu je slovenska humoristična nadaljevanka, ki jo je režiral Branko Đurić po angleški seriji Samo bedaki in konji. V glavnih vlogah pa so bili Brane Šturbej, Jure Drevenšek, Peter Ternovšek, Jernej Kuntner, Jaka Fon in Tadej Toš. Sprva je bilo predvideno, da bo posnetih 64 epizod, a so jo zaradi finančnih težav RTV Slovenija predčasno prekinili po 13 posnetih epizodah. Snemanja interierja so potekala v studiu v Kamniku.

## Glavne vloge
| Igralec             | Vloga                                      | Število epizod |
| ------------------- | ------------------------------------------ | -------------- |
| Branko Šturbej      | Bine Bobek                                 | 13             |
| Jurij Drevenšek     | Brane "Branko" Bobek                       | 13             |
| Peter Ternovšek     | deda Maks bobek                            | 12             |
| Jernej Kuntner      | Blisk,smetar                               | 6              |
| Jaka Fon            | Medo,lastnik bara                          | 8              |
| Danijela Martinović | Mojca,natakarica                           | 7              |
| Renato Jenček       | Gorazd,preprodajalec rabljenih avtomobilov | 2              |

## Epizode
| Zap. # | Naslov epizode                | Režija        | Premierno predvajanje |
| --- | ----------------------------- | ------------- | --------------------- |
| 1. | "Veliki brat"                 | Branko Djurić | 29. september 2008    |
| Igrajo: Branko Šturbej, Jurij Drevenšek, Peter Ternovšek, Jaka Fon, Danijela Martinovič, Jernej Kuntner,                                                               |                               |               |                       |
| 2. | "Greva v mesto"               | Branko Djurić | 6. oktober 2008       |
| Igrajo: Branko Šturbej, Jurij Drevenšek, Peter Ternovšek, Renato Jenček, Branko Djurić, Rafael Vončina, Nika Rozman, Iuna Ornik                                        |                               |               |                       |
| 3. | "Kislo pekoča juha"           | Branko Djurić | 13. oktober 2008      |
| Igrajo: Branko Šturbej, Jurij Drevenšek, Akira Hasegawa, Boštjan Jamnikar, Tarek Rashid, Zhan Xia Lei                                                                  |                               |               |                       |
| 4. | "Ponovljena štorija"          | Branko Djurić | 20. oktober 2008      |
| Igrajo: Branko Šturbej, Jurij Drevenšek, Peter Ternovšek, Jernej Kuntner, Jaka Fon, Danijela Martinović, Mirjam Korbar Žlajpah, Maja Šugman                            |                               |               |                       |
| 5. | "Pepel in juha"               | Branko Djurić | 27. oktober 2008      |
| Igrajo: Branko Šturbej, Jurij Drevenšek, Peter Ternovšek, Jernej Kuntner, Sebastian Nared, Matija Stipanič                                                             |                               |               |                       |
| 6. | "Dolge nogavice"              | Branko Djurić | 3. november 2008      |
| Igrajo: Branko Šturbej, Jurij Drevenšek, Peter Ternovšek, Jernej Kuntner, Jaka Fon, Danijela Martinović, Nina Ivanič                                                   |                               |               |                       |
| 7. | "Res prava ljubezen"          | Branko Djurić | 10. november 2008     |
| Igrajo: Branko Šturbej, Jurij Drevenšek, Peter Ternovšek, Jaka Fon, Danijela Martinović, Valter Dragan, Saša Pavček, Domen Valič, Luka Cimprič, Zoja Tavčar            |                               |               |                       |
| 8. | "Smola pri pokru"             | Branko Djurić | 17. november 2008     |
| Igrajo: Branko Šturbej, Jurij Drevenšek, Peter Ternovšek, Jernej Kuntner, Jaka Fon, Danijela Martinović, Renato Jenček                                                 |                               |               |                       |
| 9. | "Rumena mrzlica"              | Branko Djurić | 24. november 2008     |
| Igrajo: Branko Šturbej, Jurij Drevenšek, Peter Ternovšek, Jaka Fon, Jernej Kuntner, Zhan Xia Lei                                                                       |                               |               |                       |
| 10. | "Tudi za dežjem posije sonce" | Branko Djurić | 1. december 2008      |
| Igrajo: Branko Šturbej, Jurij Drevenšek, Peter Ternovšek, Jaka Fon, Danijela Martinović, Gašper Tič, Iztok Valič, Nenad Milikič, Tina Vrbnjak                          |                               |               |                       |
| 11. | "Občutek za steklo"           | Branko Djurić | 8. december 2008      |
| Igrajo: Branko Šturbej, Jurij Drevenšek, Peter Ternovšek, Milena Zupančič, Janez Starina, Niko Goršič                                                                  |                               |               |                       |
| 12. | "Domotožje"                   | Branko Djurić | 15. december 2008     |
| Igrajo: Branko Šturbej, Jurij Drevenšek, Peter Ternovšek, Jernej Kuntner, Tine Oman, Karin Komljanec, Milan Štefe                                                      |                               |               |                       |
| 13. | "Zdrava konkurenca"           | Branko Djurić | 22. december 2008     |
| Igrajo: Branko Šturbej, Jurij Drevenšek, Peter Ternovšek, Jaka Fon, Danijela Martinović, Kristjan Guček, Gregor Bakovič, Gaber Terseglav, Rok Cvetkov, Gašper Zaviršek |                               |               |                       |